# Área de Proteção Ambiental Dunas do Rosado

A Área de Proteção Ambiental Dunas do Rosado, também referida apenas como Dunas do Rosado, é uma unidade de conservação de proteção integral brasileira localizada no polo Costa Branca, com território no município de Porto do Mangue, no Estado do Rio Grande do Norte.
As dunas serviram de locação para o vídeoclip da música "Dino vs. Dino", da banda de rock Far From Alaska, além das telenovelas "O Clone" e "Flor do Caribe", do filme "Maria - Mãe do Filho de Deus". e da série "3%" da Netflix.

## Galeria

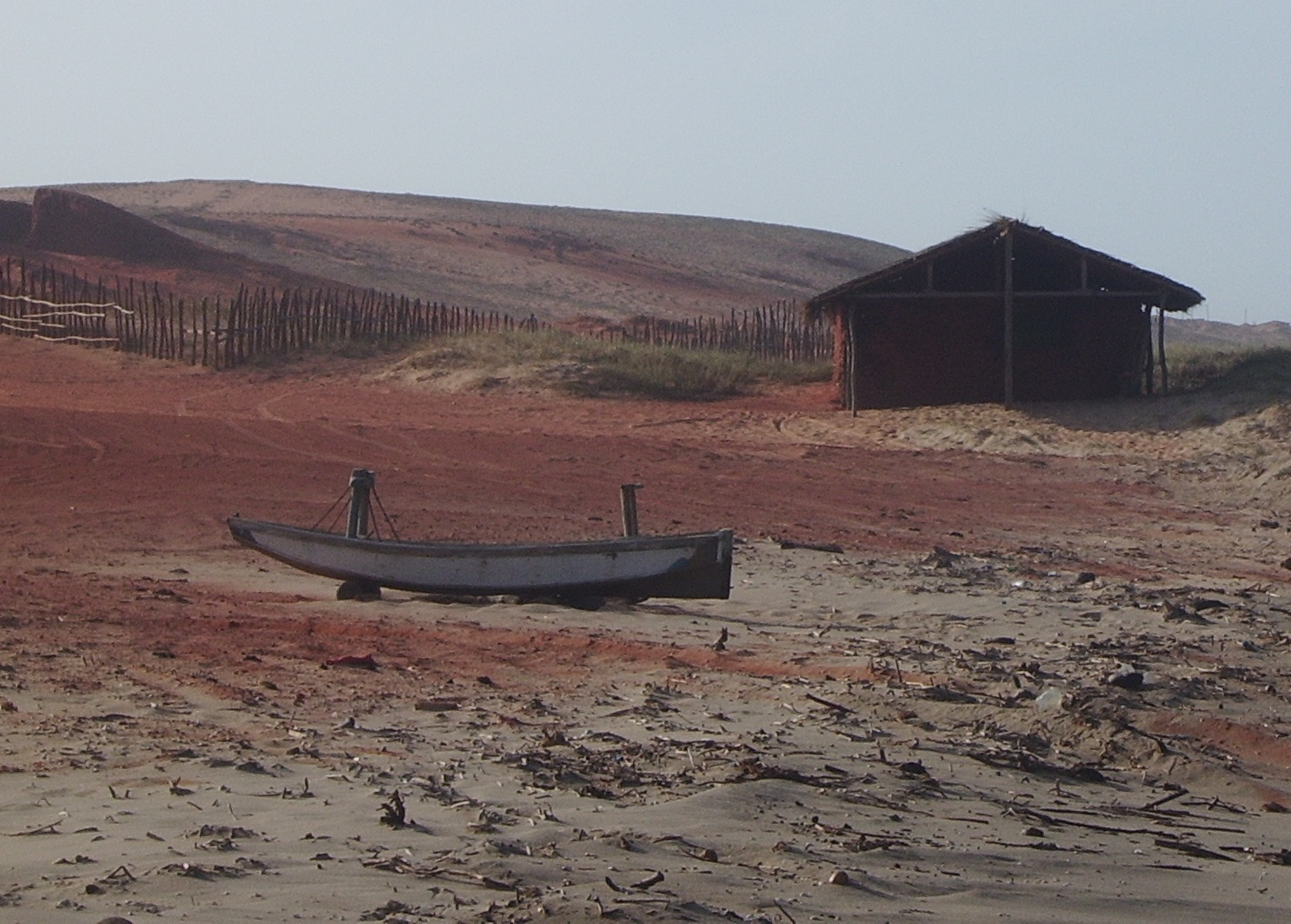
Praia de São Cristovão nas Dunas do Rosado.
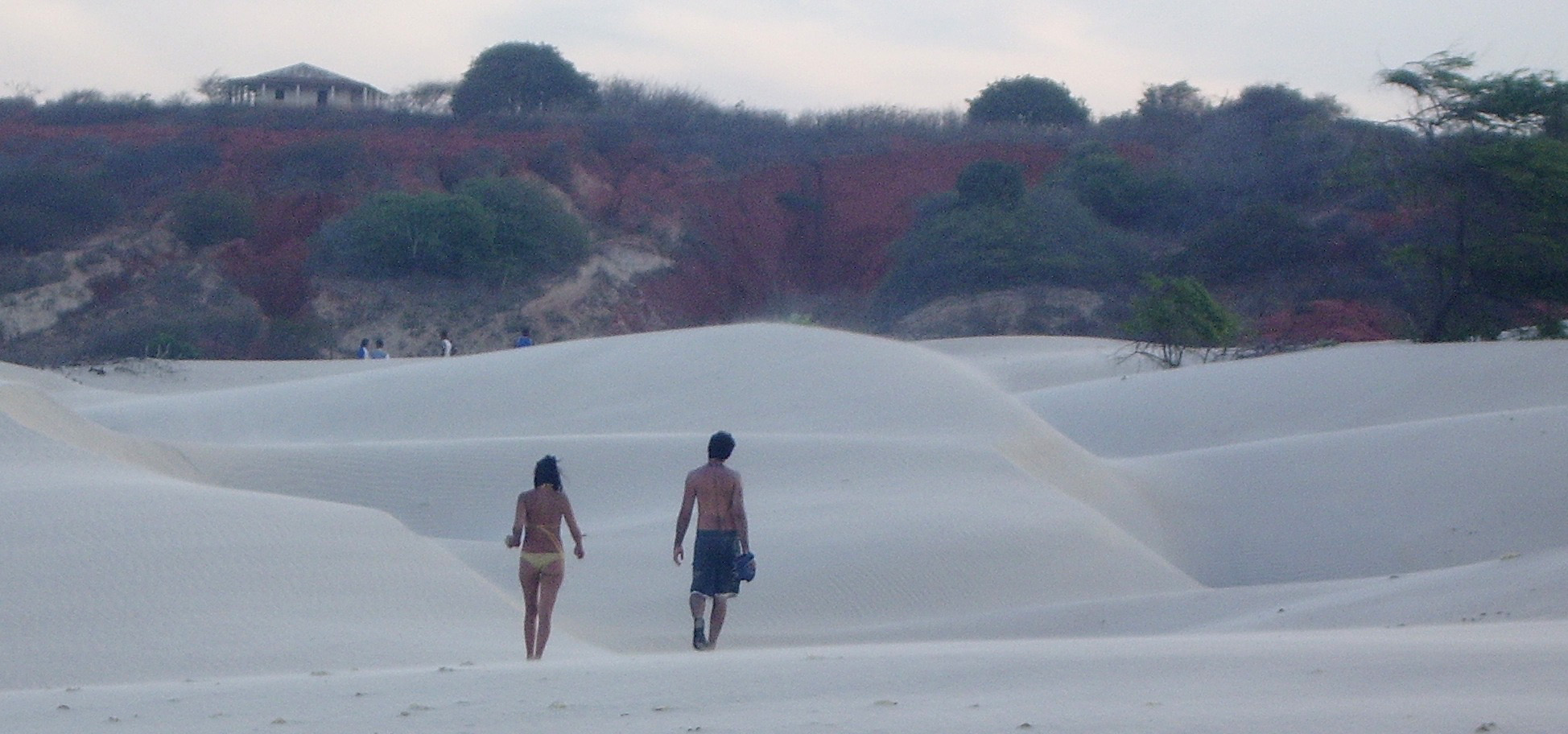
Dunas do Rosado nas proximidades de Ponta do Mel.